# Balaton Volán
Balaton Volán ([ˈbɒlɒton ˈvolaːn]) est une compagnie de bus d'État desservant Balatonfüred et le comitat de Veszprém. En janvier 2015, elle a fusionné dans le ÉNYKK.